# Molophilus colonus
Molophilus colonus är en tvåvingeart som beskrevs av Ernst Evald Bergroth 1888. Molophilus colonus ingår i släktet Molophilus och familjen småharkrankar. Inga underarter finns listade i Catalogue of Life.